# Immeuble Monsanto
 (juin 2023).
La mise en forme du texte ne suit pas les recommandations de Wikipédia : il faut le « wikifier ».
Les points d'amélioration suivants sont les cas les plus fréquents. Le détail des points à revoir est peut-être précisé sur la page de discussion.
- Les titres sont pré-formatés par le logiciel. Ils ne sont ni en capitales, ni en gras.
- Le texte ne doit pas être écrit en capitales (les noms de famille non plus), ni en gras, ni en italique, ni en « petit »…
- Le gras n'est utilisé que pour surligner le titre de l'article dans l'introduction, une seule fois.
- L'italique est rarement utilisé : mots en langue étrangère, titres d'œuvres, noms de bateaux, etc.
- Les citations ne sont pas en italique mais en corps de texte normal. Elles sont entourées par des guillemets français : « et ».
- Les listes à puces sont à éviter, des paragraphes rédigés étant largement préférés. Les tableaux sont à réserver à la présentation de données structurées (résultats, etc.).
- Les appels de note de bas de page (petits chiffres en exposant, introduits par l'outil «  Source ») sont à placer entre la fin de phrase et le point final[comme ça].
- Les liens internes (vers d'autres articles de Wikipédia) sont à choisir avec parcimonie. Créez des liens vers des articles approfondissant le sujet. Les termes génériques sans rapport avec le sujet sont à éviter, ainsi que les répétitions de liens vers un même terme.
- Les liens externes sont à placer uniquement dans une section « Liens externes », à la fin de l'article. Ces liens sont à choisir avec parcimonie suivant les règles définies. Si un lien sert de source à l'article, son insertion dans le texte est à faire par les notes de bas de page.
- La présentation des références doit suivre les conventions bibliographiques. Il est recommandé d'utiliser les modèles {{Ouvrage}}, {{Chapitre}}, {{Article}}, {{Lien web}} et/ou {{Bibliographie}}. Le mode d'édition visuel peut mettre en forme automatiquement les références.
- Insérer une infobox (cadre d'informations à droite) n'est pas obligatoire pour parachever la mise en page.

Pour une aide détaillée, merci de consulter Aide:Wikification.
Si vous pensez que ces points ont été résolus, vous pouvez retirer ce bandeau et améliorer la mise en forme d'un autre article.
 (juin 2023).
L'immeuble Monsanto est un bâtiment de bureau brutaliste commandité en 1972 pour accueillir le siège européen de la société américaine Monsanto. Il a été construit par le collectif d'architectes belges S.R.Z., composé de Marc Van Der Stricht, André Van Ryn et Isidore Zielonka, dans le courant moderniste de la seconde moitié du XXe siècle.

## Localisation
L'immeuble Monsanto se situe au 270 Avenue de Tervueren à Woluwe-Saint-Pierre, une commune dans l'est de Bruxelles-Capitale. L’Avenue de Tervueren étant une artère historique importante de la ville reliant le Parc du Cinquantenaire au Ring Est de la ville, bordée de nombreux bâtiments historiques et connue pour être un lieu de résidence populaire pour les diplomates et les expatriés.
Le bâtiment se trouve donc dans un quartier résidentiel calme mais dense, dont les hauteurs des immeubles est relativement élevée. Il est bordé à l'ouest par des immeubles de logements, au nord par un parc résidentiel, à l'est par l'ambassade de Tunisie et au sud par l'avenue de Tervueren.
L’immeuble est facilement accessible par la station de métro Mérode situé à quelques minutes à pied, ainsi que par plusieurs lignes de bus. L’accès principal du bâtiment se faisant depuis l’Avenue Tervueren. Sa localisation offre un accès facile aux commodités urbaines, telles que les restaurants, les magasins, les centres commerciaux et les parcs situés à proximité.

## Histoire
Sur le terrain s'élevaient deux remarquables hôtels de maîtres mitoyens des années 1900, ainsi qu'une villa d'esprit Beaux-Arts, dessinée en 1924 par l'architecte O. Flanneau pour le marquis Impériali.
En 1972, la commune de Woluwe-Saint-Pierre organise un concours restreint pour la mise en valeur du terrain récemment acquis au 270 avenue de Tervueren. La commune souhaite y voir s'ériger le siège social d'une importante société internationale.
Cela a lieu dans le contexte d'un développement économique européen, avec la mise en place de la Communauté Économique Européenne (CEE) en 1957, mais aussi dans la dynamique contemporaine qui incite les entreprises à ériger des beaux édifices, vitrines de leur rayonnement international.
Les directives urbanistiques se limitent à préciser les reculs : la moitié arrière du terrain doit devenir un parc public ; il faut prévoir 17 000 m2 utiles.
Le promoteur lauréat du concours fut les entreprises François & Fils; la société internationale qui décida de s’y installer, Monsanto Europe; le projet d’architecture choisi, S.R.Z..
Monsanto occupe les locaux jusqu'en 1999 quand elle vend le bâtiment à la société immobilière Cofinimmo qui loue alors les différents étages à plusieurs entreprises.

### Chronologie
Historique de chantier des interventions successives:
- 1900: construction de deux hôtels de maîtres mitoyens;
- 13 février 1924: construction d’une villa d’esprit Beaux Arts, dessinée par l'architecte O. Flanneau pour le marquis Impériali;
- 1972: lancement du concours pour l'implantation d'une importante société internationale en vue de valoriser le terrain acquis par la commune de Woluwe-Saint-Pierre;
- 3 janvier 1974: démolition des anciens bâtiments + début de la nouvelle construction;
- mars 1976: inauguration du siège social européen de Monsanto;
- 1999: rachat de l'immeuble par la société Cofinimmo;
- 7 février 2000: transformation du sas d'entrée;
- 2 octobre 2000: transformation des bacs à plantes;
- 14 novembre 2001: PE pour 350 emplacements de parkings;
- 11 mai 2010: changement des châssis et vitrages + isolation de certains éléments;
- 22 août 2012: PE de décontamination de l'amiante;
- 22 janvier 2013: chantier de transformation de 7500 m²;
- 15 septembre 2016: transformation de la cafétéria en espace de coworking par A2D architects.

## Architecture

### Composition d'ensemble
Le bâtiment se compose sur une trame carré de 7,50 m, dimensions basées sur la portée économique maximum en béton armé, et sur les encombrements de parking. Cette trame se place à 45° sur le terrain, ménageant des perspectives obliques pour ne pas boucher le front de l’avenue, qui est le côté le plus étroit du terrain.
Huit carrés imbriqués de 22,5 m détermine la silhouette du plan, ménageant de profonds redents le long des façades latérales. Sur chaque carré a été empilé un nombre d’étages augmentant avec la pente ascendante du terrain, commençant au R+1 pour finir R+7. Cela ménage des vues pour les étages supérieurs vers les étangs du parc de Woluwe. Les façades sont entourées de larges coursives, laissant apparaître les colonnes.
L’entrée principale est marquée par un évidemment important du volume.
La distribution intérieure, malgré la forme découpée des étages, reste très souple, la surface du plateau variant de 800 à 4 000 m2 selon l’étage.

### Construction, matériaux, structure
Des dalles pleines de 25 cm d’épaisseur, sans poutres apparentes, sont soutenues par des colonnes rondes de 3 diamètres différents selon les charges qu'elles doivent soutenir: 40, 65 et 80 cm. Une poutre périphérique de raidissement court le long de toutes les façades à tous les niveaux.
Le contreventement est d'une part assuré à l’arrière du bâtiment par les murs périphériques en béton armé contre terres, eux-mêmes ancrés horizontalement dans le sol avec des tirants de 20 m, et d’autre part par le noyau principal de circulations verticales au centre du bâtiment.
Bien que le bâtiment ait une centaine de mètres de long, il n’y a pas de joint de dilatation vertical. Un point horizontal a été prévu au pied de chaque façade surplombant une toiture, et au niveau de la dalle du premier étage dans le noyau de circulation verticale avant. Ces solutions structurelles ont économisé un joint coûteux mais ont alourdi l’armature de certaines dalles. De plus, l’absence de joint a considérablement facilité les parachèvements intérieurs et extérieurs, les gainages et les tuyauteries.

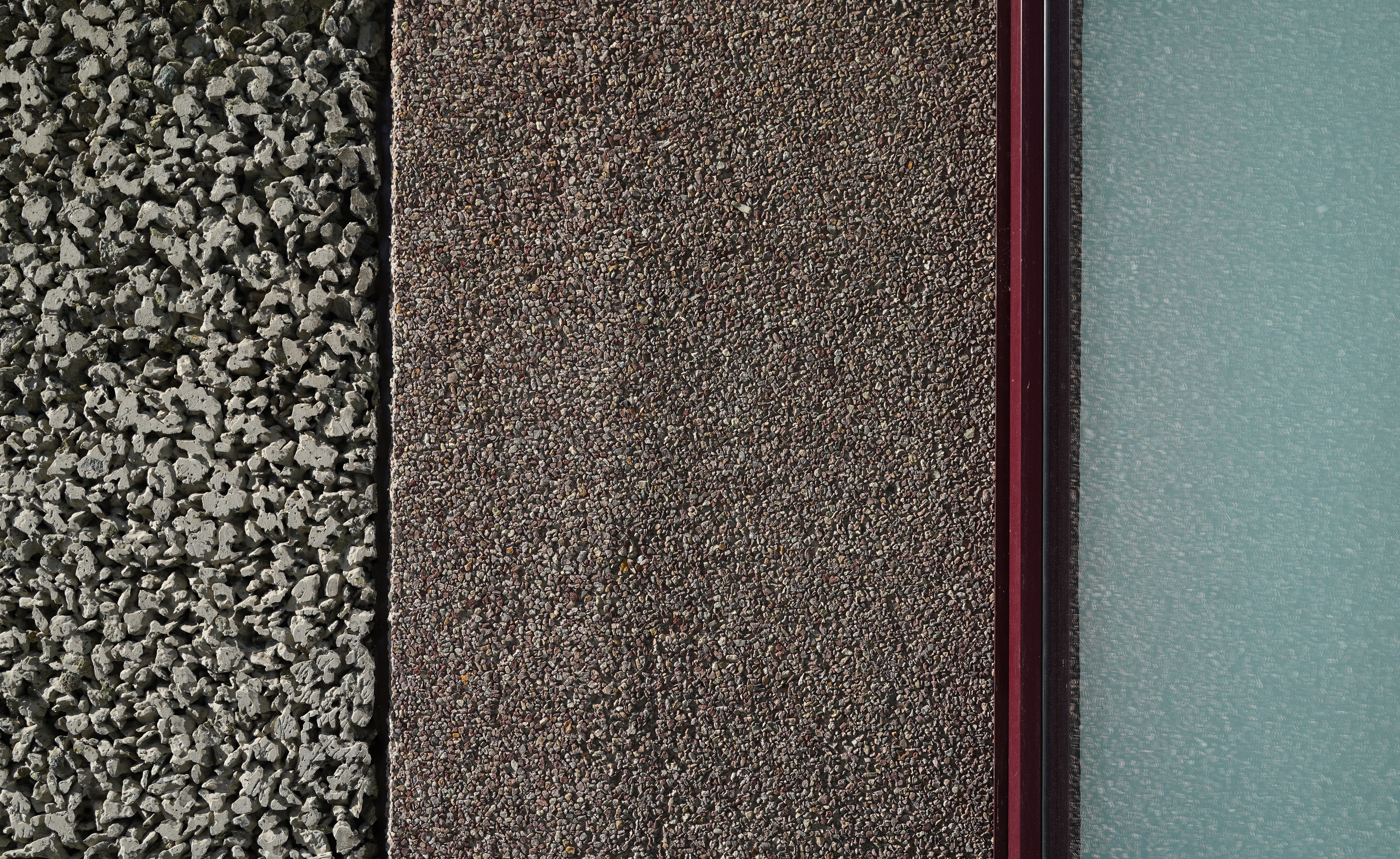
De gauche à droite : béton “no fines”, béton architectonique à base de gravier de porphyre rouge, châssis en aluminium thermolaqué de couleur aubergine, double vitrage en verre feuilleté par Tousch, B. (2023)

Quatre matériaux seulement ont été employés pour revêtir les nombreuses façades du bâtiment. La périphérie des dalles d’étage est protégée par des “planches” pare-soleil de 1,10 x 7m en béton architectonique à base de gravier de porphyre rouge; le même gravier recouvre les toitures. Les colonnes en béton sont entourées de coquilles en acier inoxydable brossé. Les châssis sont en aluminium thermolaqué de couleur aubergine. Les vitrages sont clairs (non teintés), double et en verre feuilleté sur les trois premiers niveaux.
Les murs de jardins et soutènement sont revêtues de béton “no fines”.
À l’intérieur, les murs et les plafonds ont été entièrement revêtus d’un fin crépi couleur sable, et le sol a été recouvert d’un granit dur d’une chaude couleur jaune miel.

#### Dessins, photographies
- Archives communales de Woluwe-Saint-Pierre / Urbanisme 1 (1974)
- Archives urban.brussels
- Reportage photographique personnel
- Retranscription des plans, coupes et élévations personnels

#### Publications
- «Monsanto, av. de Tervueren, 1973. Assistant: Kh. Chaffaï», AAM Bulletin d'information mensuel, 10, 1977, p. 62.
- «Forum: Monsanto», A+, 34, 1976-1977, pp. 53-58.
- «Ironies et évidences», Neuf, 121, 1986, pp. 24-29.
- ARON, J., DE BECKER, F., PUTTEMANS, P., Inventaire du patrimoine contemporain de la région de Bruxelles, Brussel, 1994, fiche 100.
- TEMMERMAN, C., «Parcs et jardins de Woluwe-Saint-Pierre», Wiluwa, 53, 1996, pp. 7-54.